# Ladislav Aloiz
Ladislav Aloiz, v Rusku jako Vladislav Francevič Aloiz (rusky Владислав Францевич Алоиз / Vladislav Francevič Aloiz, polsky Wladyslaw Aloiz, 1. července 1860, Praha - 1918, Petrohrad, Rusko) byl český violoncellista, skladatel a učitel hudby působící v Rusku.

## Život
V letech 1873-1879 vystudoval obor violoncello na Pražské konzervatoři u Františka Hegenbarta. Jeho úspěch na absolventském koncertě mu zajistil pozvání do Kyjeva. V letech 1880-1886 účinkoval v kvartetu kyjevské pobočky Ruské hudební společnosti (RMO) a vyučoval také na Kyjevské hudební škole ve třídě violoncella a klavíru . V letech 1887-1891 působil ve Varšavě jako profesor violoncella na Varšavské konzervatoři (mezi jeho studenty patřil Henryk Waghalter) a jako koncertní mistr violoncell Varšavské opery, účinkoval se smyčcovým kvartetem Stanisłava Barcewicze a také jako dirigent. Poté se z důvodu lepšího klimatu přestěhoval na jih do Oděsy.
Od roku 1898 působil jako sólista dvorního orchestru v Petrohradě (dnešní Akademický symfonický orchestr Petrohradské filharmonie). Vyučoval ve dvorní pěvecké kaple a také soukromě, od roku 1905 na Petrohradské konzervatoři (violoncello, komorní sbor), od roku 1909 byl profesorem.

## Tvorba
Aloiz zkomponoval dva koncerty pro violoncello a orchestr a další skladby pro svůj nástroj, dále klavírní trio, klavírní skladby, romance na verše A. S. Puškina, M. J. Lermontova, A. A. Majkova, S. J. Nadsona, D. M. Rathause, D. S. Merežkovského ad.
Vladislav Francevič Aloiz zemřel v roce 1918, krátce po říjnovém puči v Rusku.